# Eduard Profittlich
Eduard Gottlieb Profittlich (Birresdorf, 11 settembre 1890 – Kirov, 22 febbraio 1942) è stato un arcivescovo cattolico e gesuita tedesco naturalizzato estone, amministratore apostolico di Estonia e vittima delle persecuzioni sovietiche. È venerato come servo di Dio.

## Biografia

### Primi anni
Monsignor Eduard Gottlieb Profittlich a Birresdorf, un villaggio del comune di Grafschaft, l'11 settembre 1890 da una coppia di contadini: Markus Profittlich (1846-1920) e Dorothea Seiwert (1850-1913). Era l'ottavo di dieci figli.
Dopo aver terminato la scuola elementare di Leimersdorf, nel 1904 fu preparato da un parroco locale per proseguire gli studi ad Ahrweiler. Da lì, si trasferì nella scuola di Linz am Rhein nella Pasqua del 1909. Nel 1912 conseguì il diploma liceale. Venne poi ammesso al seminario di Treviri. I suoi genitori volevano che diventasse sacerdote diocesano perché li aiutasse in situazioni di emergenza, ma l'11 aprile 1913 entrò nella Compagnia di Gesù a 's-Heerenberg, nei Paesi Bassi, dove i gesuiti tedeschi si erano stabiliti dopo la loro espulsione causata dalla politica del Kulturkampf di Otto von Bismarck. Suo fratello maggiore Peter (1878-1915) morì come missionario in Brasile e anche Eduard voleva diventare un prete cattolico. Continuò i suoi studi all'estero, presso lo scolasticato di Valkenburg aan de Geul, sempre nei Paesi Bassi, dal 20 settembre 1914.
Durante la prima guerra mondiale, dal 1916 al 1918, prestò servizio come infermiere e assistente chirurgico nell'Esercito imperiale tedesco. Il 4 gennaio 1916 ricevette la tonsura e l'ordinazione a suddiacono nella cattedrale di Treviri da monsignor Heinrich Döring (1859-1951), vescovo di Poona.

### Ministero sacerdotale
Dopo la guerra riprese gli studi filosofici e teologici a Valkenburg e fu lì che il 26 marzo 1922 il cardinale Karl Joseph Schulte (1871-1941), arcivescovo di Colonia lo ordinò diacono. Il 27 agosto 1922 fu ordinato presbitero da monsignor Lorenz Schrijnen, vescovo di Roermond. Il 30 agosto celebrò la sua prima messa nella chiesa parrocchiale di Santo Stefano a Leimersdorf.
Profittlich entrò nel nuovo Pontificio istituto orientale, fondato nel 1917 a Roma da papa Benedetto XV, con l'intenzione di prepararsi per il lavoro missionario clandestino in Unione Sovietica. Nel 1923 conseguì il dottorato in filosofia e nel 1924 il dottorato in teologia all'Università Jagellonica di Cracovia. Dal settembre del 1924 al giugno del 1925 fu missionario a Czechowice-Dziedzice, in Polonia, e dall'agosto del 1925 al marzo del 1928 a Opole, una città tedesca con molti polacchi. Dal 9 marzo 1928 al 1930 fu parroco della parrocchia polacca di Sant'Ansgar ad Amburgo. L'11 dicembre 1930 divenne parroco della chiesa dei Santi Pietro e Paolo a Tallinn. Il 2 febbraio dello stesso anno emise la professione solenne.

### Amministratore apostolico e vescovo
L'11 maggio 1931 papa Pio XI lo nominò amministratore apostolico di Estonia. Tale nomina fu influenzata dalla sua buona conoscenza degli affari polacchi. La popolazione di origine polacca costituiva infatti la maggioranza dei cattolici residenti in Estonia.
Il 28 settembre 1933 papa Pio XI, per premiarlo dei suoi servizi, lo nominò protonotario apostolico in un'udienza privata nella Città del Vaticano.
Il problema più grande della Chiesa cattolica in questo paese era il piccolo numero di credenti, il loro multilinguismo e la loro dispersione nel territorio. Il nuovo amministratore sviluppò rapidamente un piano di sviluppo della Chiesa cattolica e si dedicò alle attività pastorali. I suoi sermoni erano particolarmente popolari e ascoltati anche dai fedeli di altre confessioni cristiane.
Iniziò a pubblicare il primo settimanale ecclesiastico, Kiriku Elu (La vita della Chiesa), che fu letto in particolare dall'intellighenzia estone. Il numero dei fedeli crebbe costantemente e furono istituite nuove parrocchie a Narva, Pärnu, Rakvere, Petseri, Valga e Kiviõli. Nel 1934 giunsero dieci sacerdoti cattolici e suore polacche e ceche. Diede particolare enfasi all'educazione religiosa della gioventù, che fu possibile grazie alle lezioni di religione tenute dalla Chiesa in quattro scuole e in sette lingue.
Profittlich era un predicatore riconosciuto. Iniziò ad affrontare la questione della letteratura in lingua estone di argomento religioso. Cercò di cambiare l'immagine della Chiesa cattolica da quella di una "Chiesa polacca" a quella di una Chiesa più aperta e vicina agli estoni.
Nel 1935, chiese e ricevette la cittadinanza estone.
Dopo la firma del trattato tra Santa Sede ed Estonia nel 1935, in base al quale fu confermato lo status giuridico dell'amministrazione apostolica di Estonia, il 27 novembre 1936 papa Pio XI lo nominò arcivescovo titolare di Adrianopoli di Emimonto. Ricevette l'ordinazione episcopale il 27 dicembre successivo nella chiesa dei Santi Pietro e Paolo a Tallinn dall'arcivescovo Antonino Arata, nunzio apostolico in Lettonia ed Estonia, coconsacranti il vescovo ausiliare di Riga Jazeps Rancans e il vicario apostolico di Finlandia Willem Petrus Bartholomaeus Cobben. Fu il primo vescovo cattolico a operare in Estonia dopo il passaggio dei territori estoni alla Svezia nel XVII secolo.
Dopo ulteriori anni di fruttuoso lavoro in Estonia, nel settembre del 1939 scoppiò la seconda guerra mondiale. Rimase a Tallinn anche dopo l'occupazione sovietica dell'Estonia nel giugno del 1940 e si recò all'ambasciata tedesca a Tallinn tre volte per ottenere visti di uscita per alcuni sacerdoti e suore cattolici e per i tedeschi del Baltico imprigionati dai sovietici. Tuttavia, la situazione della Chiesa si deteriorò completamente e sacerdoti e fedeli iniziarono a essere perseguitati dai comunisti. Descrisse l'intera situazione in una lettera al papa. A quel tempo, l'ambasciata tedesca a Tallinn insistette perché riprendesse la cittadinanza tedesca e rinunciasse a quella estone. L'arcivescovo non era d'accordo.

### Arresto e morte
Pochi giorni dopo l'aggressione del Terzo Reich all'Unione Sovietica, il 27 giugno 1941, monsignor Profittlich fu arrestato da otto agenti dell'NKVD e venne trasferito al carcere di Kirov, in Russia, con l'accusa di agitazione e assistenza anti-sovietica di ecclesiastici cattolici all'estero.
Dopo diverse ore di interrogatori notturni, il 14 ottobre 1941 fu preparato un capo d'imputazione. Venne accusato di aver compiuto un'agitazione anti-sovietica usando i sentimenti religiosi delle masse per generare odio verso l'Unione Sovietica e il Partito Comunista. Inoltre, fu accusato di spionaggio a favore del Terzo Reich, presentando come prova le sue visite all'ambasciata a Tallinn. Dopo i successivi interrogatori, il 17 ottobre, gli furono presentate ulteriori prove di colloqui antisovietici con i suoi compagni prigionieri. Si professò sempre innocente.
Il 25 ottobre 1941 iniziò il processo che si concluse con una dichiarazione di colpevolezza. Presentò appello alla Corte suprema dell'Unione Sovietica ma esso fu respinto. Venne condannato a cinque anni di carcere e lavorò nel campo di lavoro di Kirov. Il 21 novembre dello stesso anno fu condannato a morte per aver svolto attività antisovietiche e di spionaggio a favore della Germania nazista. Morì nella prigione di Kirov il 22 febbraio 1942, prima dell'esecuzione della sentenza, all'età di 51 anni.

### Testimonianza della fede di monsignor Profittlich
Il vescovo Profittlich era pronto ad accettare il martirio per fede. In una lettera a parenti e conoscenti dell'8 febbraio 1941, scrisse che il posto del pastore è presso il gregge del quale condivide la gioia e la sofferenza. Scrisse che era un grande piacere sperimentare la presenza di Dio a cui aveva dato tutto e che era pronto a dare a Dio tutta la sua vita: "La mia vita - e, se necessario, la mia morte - è vita e morte per Cristo".

### Il mistero della morte dell'arcivescovo
Dal giorno del suo arresto, per 50 anni, le sorti dell'arcivescovo rimasero ignote. Si sospettava che fosse stato imprigionato a Ufa e successivamente a Kazan'. Anche le ricerche condotte dai suo familiari non portarono nulla di nuovo alla questione. L'innovazione rivoluzionaria arrivò nel 1990, quando l'Estonia riottenne l'indipendenza. Il 12 giugno 1990 la Corte suprema informò la Chiesa cattolica del destino dell'arcivescovo e la corte lo riabilitò completamente e lo dichiarò innocente dei presunti crimini a lui imputati. Furono aperti anche gli archivi in cui venivano conservati i documenti del caso dell'arcivescovo.

## Processo di beatificazione
Gli sono intitolati i locali del Centro dell'educazione cattolica di Tartu e l'11 settembre 1990 venne posta una lapide commemorativa nella chiesa dei Santi Pietro e Paolo a Tallinn.
Il 30 gennaio 2002 la Conferenza dei vescovi cattolici della Federazione Russa avviò la causa di beatificazione dell'arcivescovo Eduard Profittlich (e di altri 15 laici, sacerdoti e vescovi). Il 30 maggio 2003 la Congregazione per le cause dei santi concesse il "nihil obstat" per la causa sotto il titolo "Causa Beatificationis seu Declarationis Martyrii Servorum Dei Eduardi Profittlich Archiepiscopi titularis Hadrianopolitani in Haemimonto Administratoris Apostolici Estoniensis, ex Societate Iesu et XV Sociorum". La procedura ecclesiastica fu aperta a San Pietroburgo.
Nel 2003 ha inizio il processo di beatificazione dell'arcivescovo Profittlich.
Il 18 dicembre 2024, papa Francesco ha riconosciuto il suo martirio.

## Genealogia episcopale
La genealogia episcopale è:
- Cardinale Scipione Rebiba
- Cardinale Giulio Antonio Santori
- Cardinale Girolamo Bernerio, O.P.
- Arcivescovo Galeazzo Sanvitale
- Cardinale Ludovico Ludovisi
- Cardinale Luigi Caetani
- Cardinale Ulderico Carpegna
- Cardinale Paluzzo Paluzzi Altieri degli Albertoni
- Papa Benedetto XIII
- Papa Benedetto XIV
- Papa Clemente XIII
- Cardinale Marcantonio Colonna
- Cardinale Giacinto Sigismondo Gerdil, B.
- Cardinale Giulio Maria della Somaglia
- Cardinale Carlo Odescalchi, S.I.
- Cardinale Costantino Patrizi Naro
- Cardinale Lucido Maria Parocchi
- Papa Pio X
- Papa Benedetto XV
- Papa Pio XII
- Arcivescovo Antonino Arata
- Arcivescovo Eduard Profittlich, S.I.